# Hans Janssen (kunstenaar)
Hans Janssen (Groesbeek, 1952) is een Nederlandse kunstenaar en keramist werkzaam in Malden.

## Leven en werk
Janssen komt uit een pottenbakkersfamilie. Met deze achtergrond ontstaat bij hem de behoefte om ook te leren over glazuren en glasbewerking. Hij volgt de opleiding plastische vormgeving aan de Academie voor Beeldende Vorming in Amersfoort. Hij combineert zijn kennis over aardewerk en glazuren met creaties van glas en keramiek. Hij experimenteert veel met glas-in-lood en met het aan elkaar smelten van glas. Na zijn opleiding treedt hij in de voetsporen van zijn familie en opent plateelschildersbedrijf “De Pinguïn”, waar hij decoraties maakt die zijn geïnspireerd op Theodoor Colenbrander en handgevormd aardewerk in jugendstil. Janssen voegt steeds meer technieken toe aan zijn werk en ontwikkelt zich als beeldend kunstenaar die zijn ambachten combineert tot een eigen stijl.
De beelden van Janssen komen tot stand met een combinatie van technieken, waaronder fusing en slumping, waarbij glas in of over een mal van klei of staal wordt samengesmolten. Een ander veel gebruikt materiaal is steengoed (gietsteen). De werken van Hans Janssen zijn figuratief, vaak met een combinatie van menselijke en dierlijke anatomie, en fungeren als een spreekbuis voor de maker.
Janssen heeft zijn atelier en galerie in Malden.

## Werk in openbare collecties
- Musiom, Amersfoort